# Mary Ann McCall
TMary Ann McCall (Philadelphia, 1919. május 4. – Los Angeles, 1994. december 14.) amerikai dzsesszénekesnő.

## Pályakép
McCall énekesnőként és táncosnőként kezdte a pályáját Buddy Morrow zenekarával. 1938-ban együtt dolgozott Tommy Dorsey-val rövid ideig. A következő évben Charlie Barnet-lel, majd először Woody Hermannel lépett fel 1946-50 között.
Énekelt a Ralph Burns Orchestra, Tommy Reynolds és Teddy Powell társaságában is. 1948-49-ben felvételei késztültek a Phil Moore Orchestra-val a Discovery Records számára.
1954-55-ben Charlie Venturával dolgozott. Az 1950-es évek végén Detroitban lépett fel, aztán Los Angelesbe költözött. Ott nagyrészt visszavonult a nyilvánosságtól, de 1976-ban Jake Hannával, 1978-ban pedig Nat Pierce-szel dolgozott.
Az 1940-es, -50-es években zenekarvezetőként számos albumot rögzített. 2004-ben 1939-től 1950-ig készült felvételeket tartalmazó albuma jelent meg „You're Mine” címmel.
McCall egy ideig Al Cohn felesége volt.

## Albumok
- Mary McCall Sings (1950)
- An Evening with Charlie Ventura and Mary Ann McCall (1954)
- Easy Living (Teddy Charles, Walter Trampler, Jimmy Raney, Mal Waldron, Oscar Pettiford, 1958)
- Detour to the Moon (1958)
- Melancholy Baby (Gene Quill, Johnny Richards, Burt Collins, 1959)

### Vendég
- Nat Pierce, 5400 North (1979)

## Fordítás
Ez a szócikk részben vagy egészben  a   Mary Ann McCall című német Wikipédia-szócikk ezen változatának fordításán alapul.  Az eredeti cikk szerkesztőit annak laptörténete sorolja fel. Ez a jelzés csupán a megfogalmazás eredetét és a szerzői jogokat jelzi, nem szolgál a cikkben szereplő információk forrásmegjelöléseként.